# Vòrtex de Taylor-Green
En dinàmica de fluids, el vòrtex de Taylor-Green és el flux d'un vòrtex que decau, que té una solció tancada de les equacions de Navier Stokes per a fluxos incompressibles en coordenades cartesianes. Duu el nom del físic i matemàtic britànic Geoffrey Ingram Taylor i del seu col·laborador Albert E. Green.

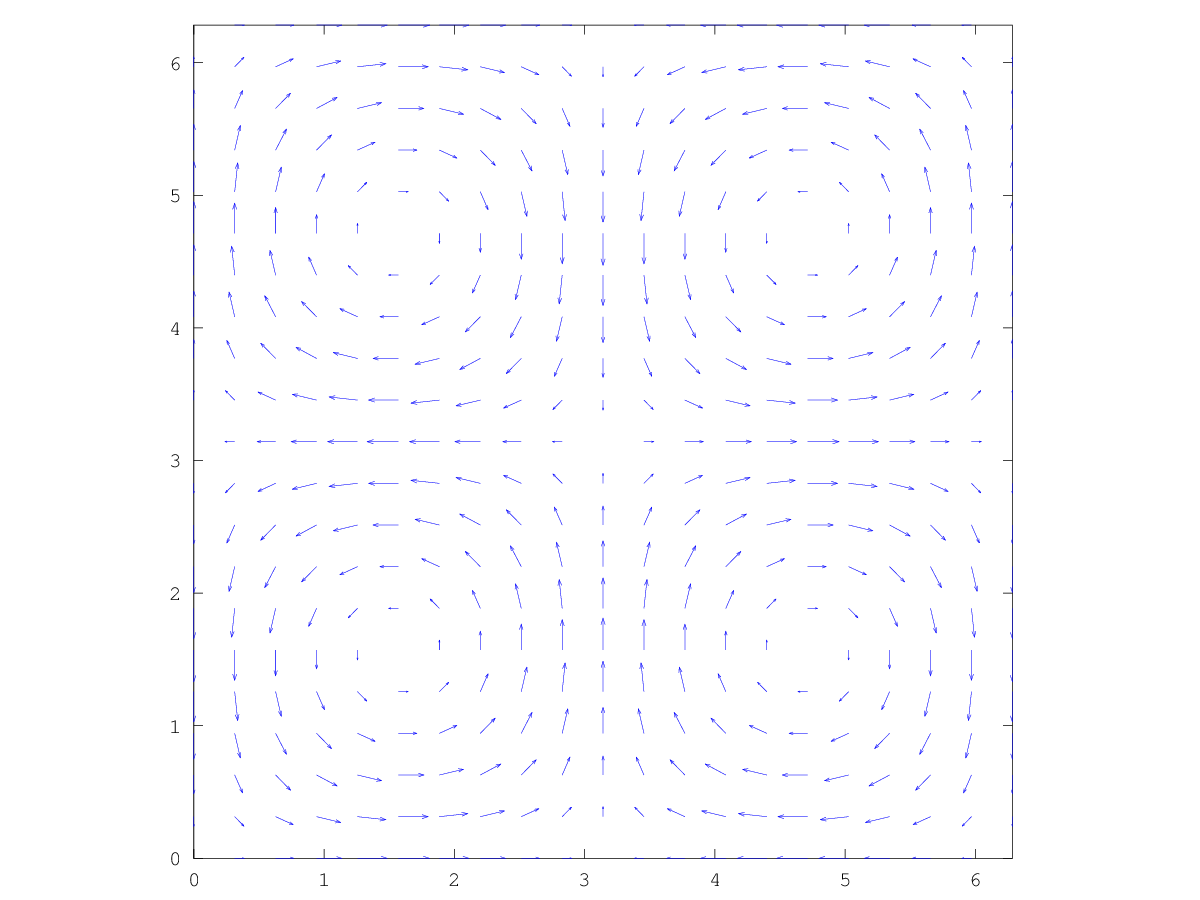
Gràfica dels vectors velocitat en un vòrtex de Taylor-Green

## Obra original
En l'obra original de Taylor i Green, s'analitza un flux particular en tres dimensions espacials, amb tres components de velocitat {\displaystyle \mathbf {v} =(u,v,w)} en l'instant de temps {\displaystyle t=0} especificades com:
{\displaystyle u=A\cos ax\sin by\sin cz,}
{\displaystyle v=B\sin ax\cos by\sin cz,}
{\displaystyle w=C\sin ax\sin by\cos cz.}
L'equació de continuïtat {\displaystyle \nabla \cdot \mathbf {v} =0} determina que {\displaystyle Aa+Bb+Cc=0}. El petita contribució del temps es troba a partir de la simplificació de les equacions incompressibles de Navier–Stokes usant el flux inicial per donar una solució pas a pas a mesura que el temps avança.
Una solució exacta en dues dimensions es mostra més endavant.

## Equació de Navier-Stokes incompressibles
Les equacions incompressibles de Navier–Stokes en absència de forces de cos, i en dues dimensions ve donada per:
{\displaystyle {\frac {\partial u}{\partial x}}+{\frac {\partial v}{\partial y}}=0,}
{\displaystyle {\frac {\partial u}{\partial t}}+u{\frac {\partial u}{\partial x}}+v{\frac {\partial u}{\partial y}}=-{\frac {1}{\rho }}{\frac {\partial p}{\partial x}}+\nu \left({\frac {\partial ^{2}u}{\partial x^{2}}}+{\frac {\partial ^{2}u}{\partial y^{2}}}\right),}
{\displaystyle {\frac {\partial v}{\partial t}}+u{\frac {\partial v}{\partial x}}+v{\frac {\partial v}{\partial y}}=-{\frac {1}{\rho }}{\frac {\partial p}{\partial y}}+\nu \left({\frac {\partial ^{2}v}{\partial x^{2}}}+{\frac {\partial ^{2}v}{\partial y^{2}}}\right).}
La primera d'aquestes equacions representa l'equació de continuïtat i les altres dues són les equacions de moment.

## Solució del vòrtex de Taylor–Green
En el domini {\displaystyle 0\leq x,y\leq 2\pi }, la solució ve donada per:
{\displaystyle u=\cos x\sin y\,F(t),\qquad \qquad v=-\sin x\cos y\,F(t),}
on {\displaystyle F(t)=e^{-2\nu t}}, {\displaystyle \nu } és la viscositat cinemàtica del fluid. Seguint l'anàlisi de Taylor i Green en el cas bidimensional, i per {\displaystyle A=a=b=1}, s'adiu amb la solució exacta, si el terme exponencial s'expandeix en sèrie de Taylor, és a dir {\displaystyle F(t)=1-2\nu t+O(t^{2})}.
El camp de pressió {\displaystyle p} pot ser obtingut substituint la solució de la velocitat en les equacions del moment i ve donat per:
{\displaystyle p=-{\frac {\rho }{4}}\left(\cos 2x+\cos 2y\right)F^{2}(t).}
La funció de corrent de la solució del vòrtex de Taylor-Green, que satisfà {\displaystyle \mathbf {v} =\nabla \times {\boldsymbol {\psi }}} per la velocitat de flux {\displaystyle \mathbf {v} }, és:
{\displaystyle {\boldsymbol {\psi }}=-\cos x\cos yF(t)\,{\hat {\mathbf {z} }}.}
De manera semblant, la vorticitat, que satisfà {\displaystyle {\boldsymbol {\mathbf {\omega } }}=\nabla \times \mathbf {v} }, ve donada per:
{\displaystyle {\boldsymbol {\mathbf {\omega } }}=-2\cos x\cos y\,F(t){\hat {\mathbf {z} }}.}
La solució de Taylor-Green pot ser usada en la prova i validació de la precisió temporal dels algorismes de Navier-Stokes.